# Хлебные карточки
Хлебные карточки (хлебные талоны, талоны на хлеб, карточки на хлеб) — разновидность продуктовых карточек, вводящаяся в условиях дефицита хлеба. Нормирует гарантированное дневное потребление хлебного минимума.
Введение карточек на хлеб, как на наиболее дешёвый и жизненно необходимый продукт, является признаком крайнего продовольственного дефицита.

## История

### Франция 18 века
Во Франции в период якобинской диктатуры  вводились карточки на хлеб (1793—1797).

### Революция 1917 года в России
Временное правительство уже 25 марта (7 апреля) 1917 года ввело «хлебную монополию»  и «хлебные карточки»

### Советская Россия и СССР
Ленин: «Хлебная монополия, хлебная карточка, всеобщая трудовая повинность. Кто не работает, тот не должен есть!».

### Хлебные карточки во время и после Второй мировой войны

#### Хлебные карточки военного времени

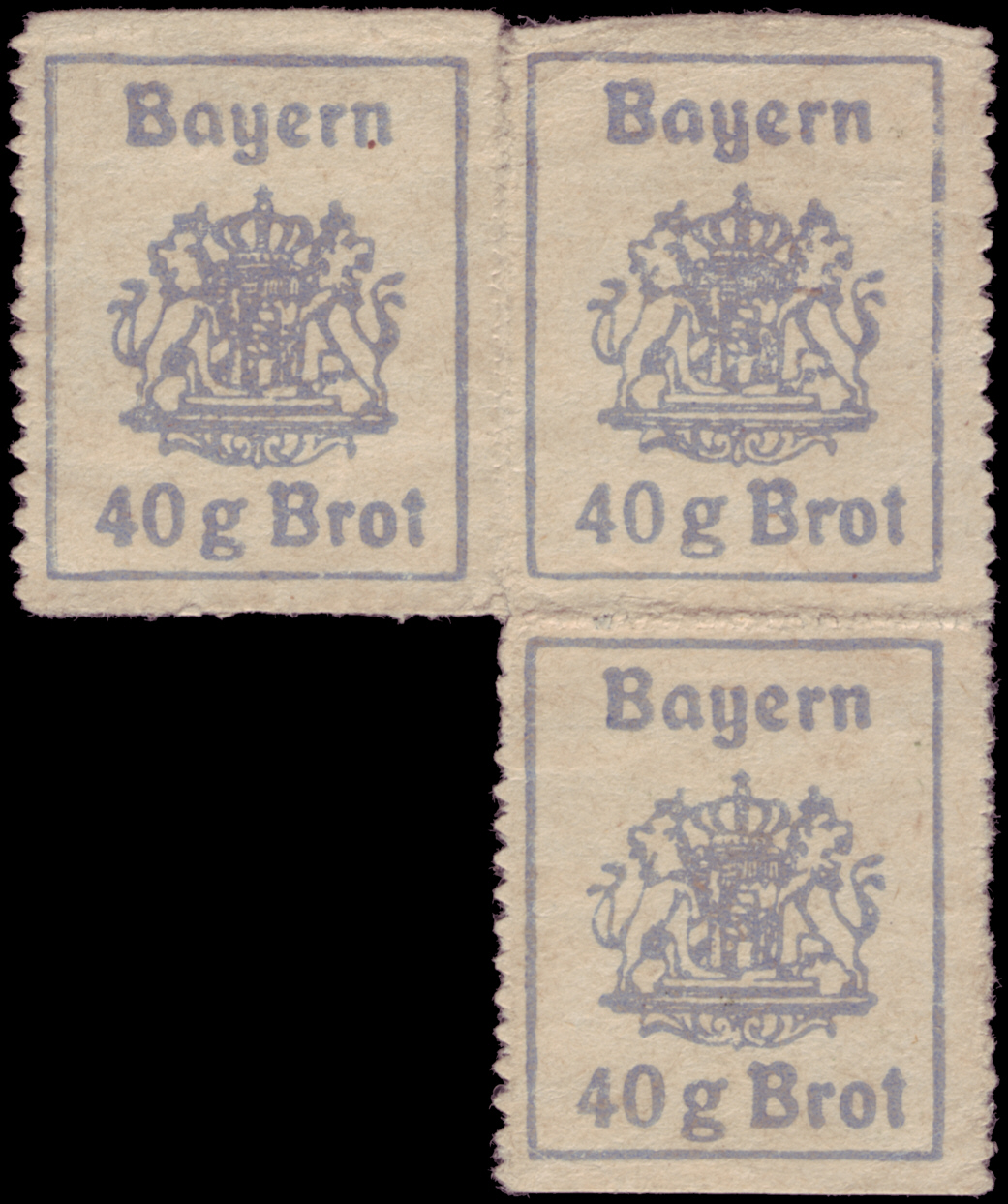
немецкие хлебные карточки (марки) на 40 грамм хлеба, времён Второй мировой войны

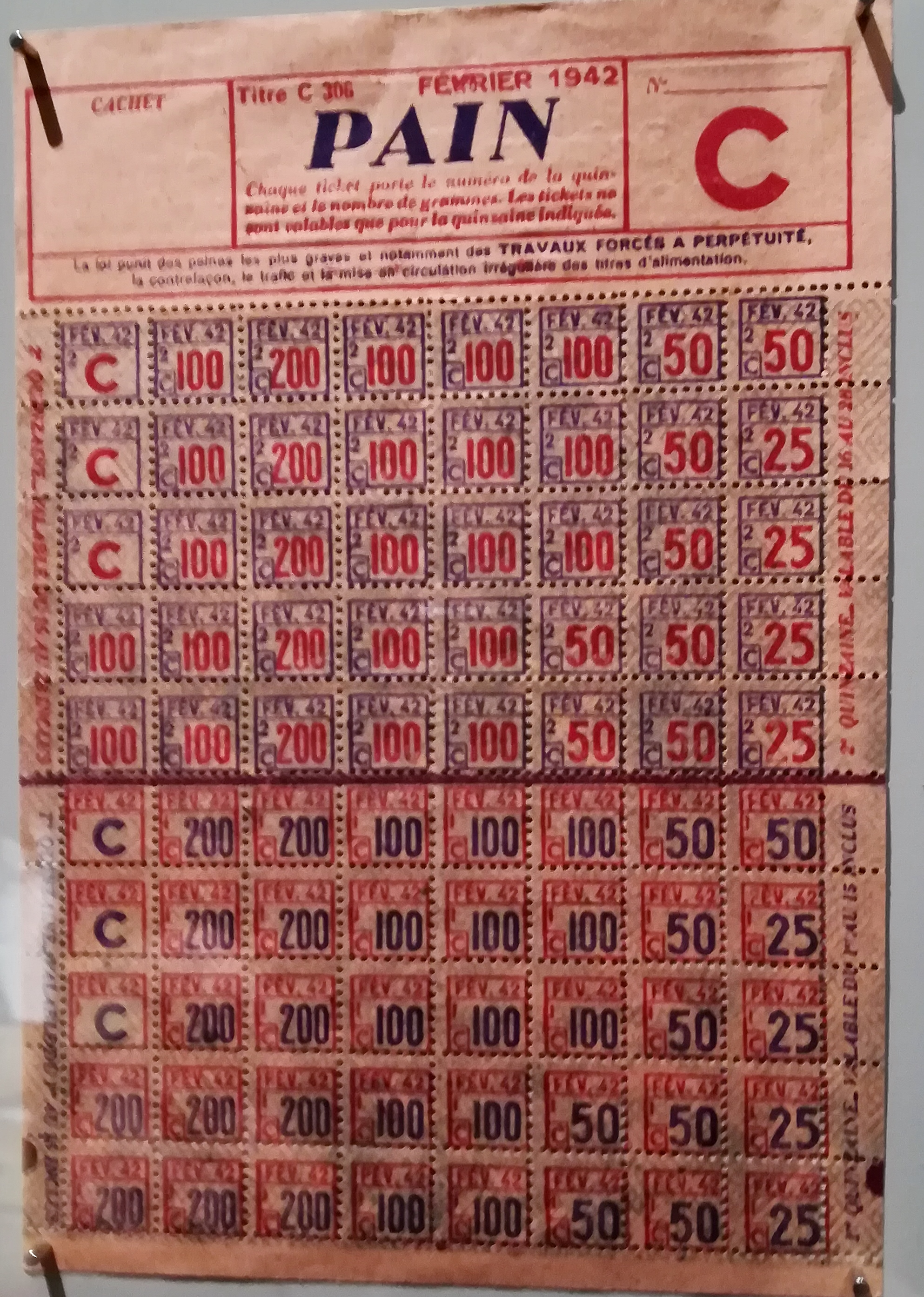
французские хлебные карточки 1942 год

Во время Великой Отечественной войны на оккупированных территориях СССР немецкие оккупационные власти также вводили карточную систему. Существовала карточная система и на неокупированных территориях страны, впрочем так же, как и в большинстве иных воюющих европейских государств. Набор выдаваемых по карточкам продуктов и нормы выдачи их постоянно изменялись.
Хищение и подделка хлебных карточек в СССР приравнивались к хищениям социалистической собственности и влекли суровые меры наказания, в военное время вплоть до расстрела.

#### Хлебные карточки во время блокады Ленинграда

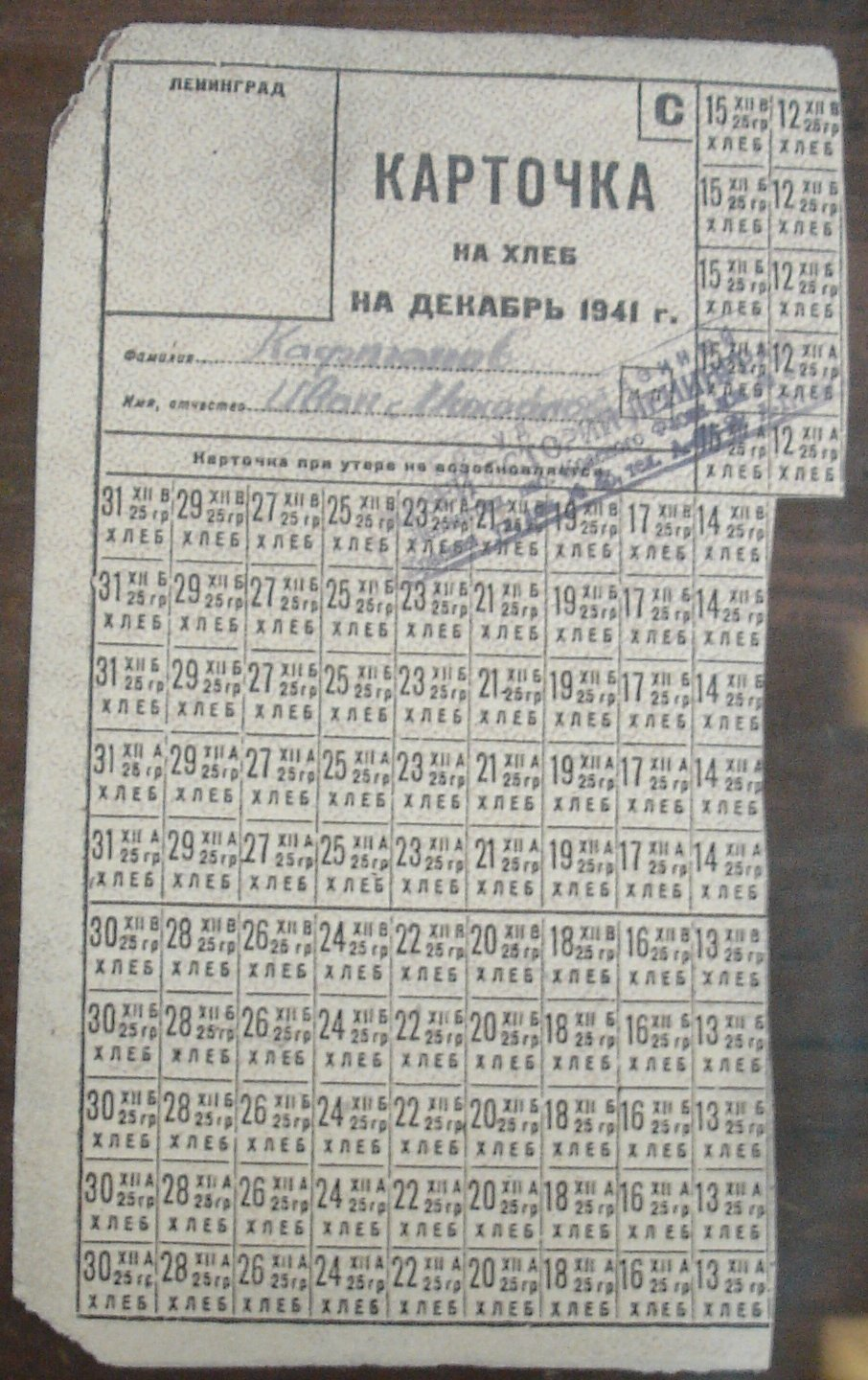
Карточка на хлеб времён блокады Ленинграда

Самым известным является введение хлебных карточек в Ленинграде в годы Великой Отечественной войны. Карточки были введены ещё до начала блокады Ленинграда, 18 июля 1941 года, норма составляла 800 граммов хлеба. 2 сентября 1941 года нормы были снижены: рабочим и инженерно-техническим работникам — по 600 граммов, служащим — по 400 граммов, детям и иждивенцам — по 300 граммов.
Всего имело место пять снижений норм. Самая минимальная норма действовала с 20 ноября по 25 декабря 1941 года. По ней полагалось к выдаче — рабочим 250 граммов хлеба, всем остальным — 125 граммов. Хлеб делали с добавкой жмыха, муки в нём было[прояснить]. Он получался горьким, но выбирать не приходилось. Калорийность такого хлеба не могла восполнить затраты человеческого организма даже на простое существование, что привело к резкому скачку смертности от голода — за декабрь 1941 года в Ленинграде умерло от голода около 50 тысяч человек. С началом действия ледовой «Дороги жизни» поступление продуктов в Ленинград увеличилось и нормы выдачи хлеба были повышены до 350 граммов рабочим и до 200 граммов остальным жителям города. Впрочем, и такие нормы не обеспечивали потребности людей, в результате в первую блокадную зиму смертность от голода была самой высокой. В последующие месяцы блокады периодически нормы выдачи хлеба по карточкам повышались, что привело к сокращению количества голодных смертей.

### После войны

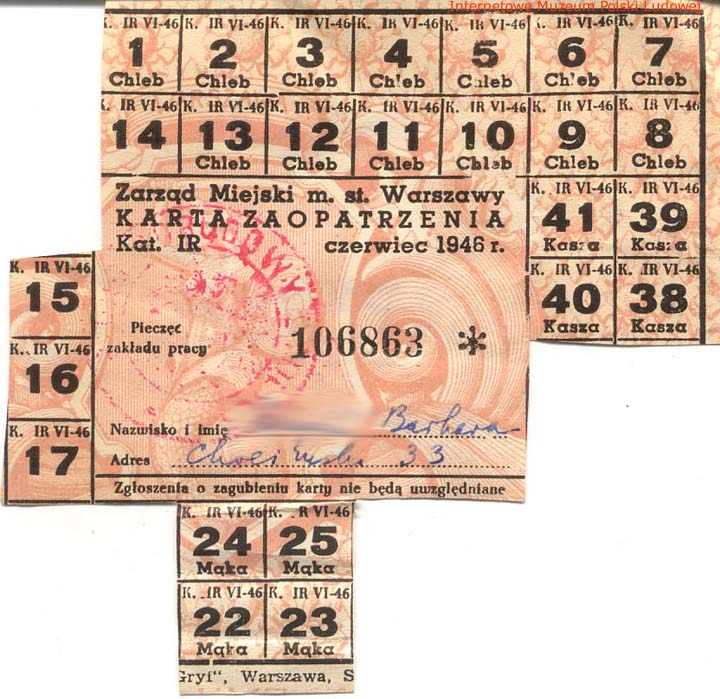
польские талоны на хлеб, муку и крупу (1946 год)

Советский Союз отменил карточную систему первым в Европе — в декабре 1947 года, сразу после голода 1946—1947 годов.

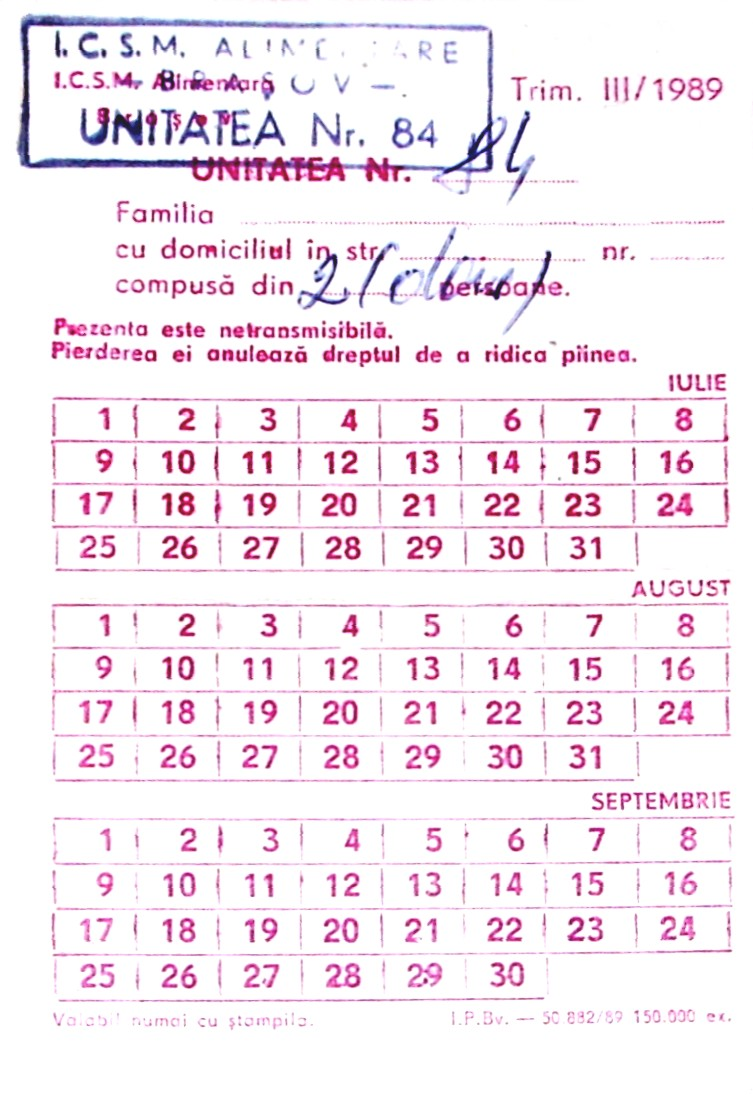
румынские хлебные карточки 1989 года

### Хлебные карточки во время блокады Армении

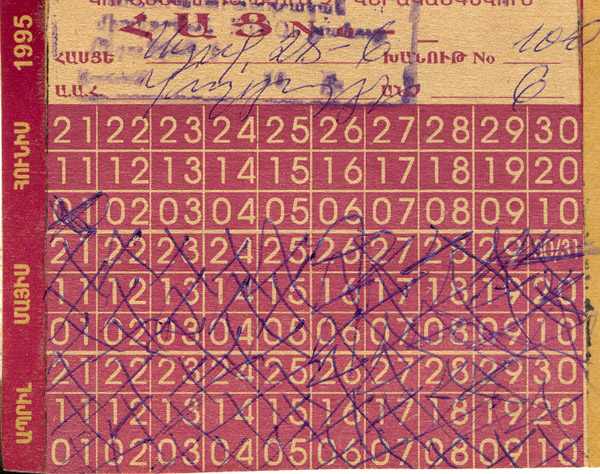
Хлебная карточка (Армения, 1995 год)

В Армении хлебные карточки вводились в период 1993—1995 года, вследствие сухопутной блокады страны. Первоначальная норма составляла 250 граммов на человека, впоследствии она была повышена до 350 граммов и полностью отменена 2 июня 1995 года.